# Джерард Макбърни
Джерард Макбърни (на английски: Gerard McBurney) е английски композитор.
Роден е на 20 юни 1954 година в Кеймбридж в семейството на археолози, негов по-малък брат е актьорът Саймън Макбърни. Учи в Кеймбриджкия университет и Московската консерватория. Дълго време преподава в Лондонския музикален колеж и Кралската музикална академия, през 2006 – 2016 година е художествен съветник в Чикагския симфоничен оркестър.